# 周章墓
周章墓位于中国江苏省苏州常熟市虞山东麓，言子墓西侧、仲雍墓北侧，为西周时期吴国始封国君周章的墓葬，由墓道、墓门、拜台、罗城和墓堆组成，墓前有清乾隆二十九年（1764）所立“古吴王周章陵墓”青石墓碑。